# Большой Сурмет
Большой Сурмет — село в Абдулинском городском округе Оренбургской области России.

## География
Село находится в северо-западной части Оренбургской области, в лесостепной зоне, в пределах южной окраины Бугульминско-Белебеевской возвышенности, на берегах реки Сурмет, на расстоянии примерно 15 километров (по прямой) к северо-западу от города Абдулино, административного центра района. Абсолютная высота — 239 метров над уровнем моря.
Климат
Климат характеризуется как континентальный с суровой зимой (морозы ниже −30 °C) и жарким летом. Средняя температура воздуха самого тёплого месяца (июля) — 19-22 °C. Среднегодовое количество атмосферных осадков составляет 420 мм. Около 60—70 % годового количества осадков выпадает в течение тёплого периода. Снежный покров держится в среднем около 150 дней в году.
Часовой пояс
Село Большой Сурмет, как и вся Оренбургская область, находится в часовой зоне МСК+2. Смещение применяемого времени относительно UTC составляет +5:00.

## История
В 1914 г. населённый пункт уже существовал. До 1 января 2016 года село входило в состав Малосурметского сельсовета.

## Население
| 2010 |
| ---- |
| 277  |

Гендерный состав
По данным Всероссийской переписи населения 2010 года в гендерной структуре населения мужчины составляли 45,5 %, женщины — соответственно 54,5 %.
Национальный состав
Согласно результатам переписи 2002 года, в национальной структуре населения мордва составляла 88 % из 472 чел.

## Известные уроженцы
- Герой Советского Союза Фомин Николай Петрович
- Максим (Попов), иеромонах Русской православной церкви, канонизирован в лике преподобномученика.

## Инфраструктура
Действуют сельский клуб и библиотека.

## Улицы
Уличная сеть села состоит из семи улиц.